# 大念寺誠
大念寺 誠（だいねんじ まこと、1949年2月1日 - 、男性）は、日本の俳優。奈良県宇陀市出身。血液型はB型。アンセム所属。

## 経歴・人物
僧侶、海上自衛隊員、近衛十四郎の付き人を経て、1973年に「素浪人 天下太平」で端役としてデビュー。以後しばらくは京都を活躍の場としていたが、やがて上京する。
上京後もTVドラマ、バラエティ番組、映画等で活躍。
1986年から出演した『痛快なりゆき番組 風雲!たけし城』では渡嘉敷勝男とのコンビで人気を博す。

## 出演作品

### テレビドラマ
- 池中玄太80キロ（日本テレビ）
- 大江戸捜査網（テレビ東京）
  - 第621話「孤島に燃える! 悲恋の挽歌」（1983年） - 漁師A
  - 第640話「隠密同心暁に去る」（1984年） - 吉松
- 新大江戸捜査網（テレビ東京）
  - 第12話「さらば極道情け節」（1984年） - 蟹三
  - 第21話「深川隠れ宿無頼帖」（1984年）
- 遠山の金さん 第112話「呪いの妖術・メトロノームに泣く女!」（1984年、テレビ朝日）
- 私鉄沿線97分署 第23話「走れ! ポリボックス・カー!!」（1985年、テレビ朝日）
- 影の軍団幕末編 第2話「影なきおんなに御用心」（1985年、関西テレビ） - 茂丸
- 特捜最前線 第506話（1987年、テレビ朝日）
- 99%の誘拐（日本テレビ）
- もっとあぶない刑事 第22話「暴露」（1989年、日本テレビ）
- 忠臣蔵（1990年、TBS）
- 刑事貴族（日本テレビ）
- しゃぼん玉 （フジテレビ） ‐ 銀龍会幹部
- お助け同心が行く! 第12話「消えた花嫁」（1993年、テレビ東京）

### バラエティー番組
- 痛快なりゆき番組 風雲!たけし城 TBS系列

### 映画
- 最後の博徒
- 釣りバカ日誌 2・3・4・5
- せんせい
- まあだだよ

| スタブアイコン | サブスタブ | この項目は、まだ閲覧者の調べものの参照としては役立たない、俳優（男優・女優）に関連した書きかけの項目です。この項目を加筆・訂正などしてくださる協力者を求めています（P:映画/PJ芸能人）。 |